# Catocala vallantini
Catocala vallantini là một loài bướm đêm trong họ Erebidae.